# Дозьер, Рене
Рене́ Дозье́р (фр. René Dosière; род. 3 августа 1941, Ориньи-Сент-Бенуат) — французский политик, депутат Национального собрания Франции, президент Регионального совета Пикардии.

## Биография
Родился 3 августа 1941 года в городе Ориньи-Сент-Бенуат (департамент Эна). Второй из четверых сыновей школьного учителя, Рене Дозьер окончил лицей в Сен-Кантене, затем парижский университет Сорбонна, получил степень по географии. В 1960—1964 годах был членом Национального совета Союза студентов-христиан. В 1967 году поступил на работу в службу сельского хозяйства департамента Энн. В 1968—1970 годах преподавал географию в колледже Святого Дамьена в провинции Квебек (Канада). В 1971 году впервые был включен в возглавляемый Робером Омоном список социалистов на муниципальных выборах в Лане. В состав городского совета он не прошёл, но уже в 1977 году список социалистов победил, и Рене Дозьер занял пост первого вице-мэра. В том же году он вступил в Социалистическую партию.
На тех же муниципальных выборах Рене Дозьер был впервые избран в региональный совет Пикардии, который возглавлял в 1981—1983 годах. В 1983 году был избран мэром Лана.
На протяжении 16 лет, с 1986 по 2002 годы, Рене Дозьер вел борьбу с правым политиком Жаном-Клодом Ламаном на всех уровнях: мэра Лана, члена Генерального совета департамента Эна от кантона Лан-Юг, депутата Национального Собрания от 1-го округа Эны. Борьба шла с переменным успехом, но в конце концов Дозьер везде одолел своего принципиального противника.
В 2007 году, перед очередными выборами в Национальное Собрание, региональное отделение Социалистической партии неожиданно предпочло выдвинуть официальным кандидатом не популярного депутата Дозьера, а члена городского совета Лана и вице-президента Генерального совета Фаваза Кариме. Дозьер отказался подчиниться этому решению, принял участие в выборах как независимый левый кандидат и одержал победу, за что был исключен из Социалистической партии.
Накануне выборов 2012 года социалисты решили все-таки объявить Дозьера своим официальным кандидатом, но в качестве заместителя он должен был согласиться на кандидатуру своего бывшего соперника Кариме. Дозьер отказался, что вызвало раскол в рядах партийного отделения Эны, после чего вновь выставил свою кандидатуру отдельно от партии и вновь победил Кариме.
Рене Дозьер известен постоянными запросами к правительству относительно расходов Президента Франции.
После праймериз левых в 2017 году объявил, что не будет голосовать за Бенуа Амона, чья программа, по его мнению, отражает взгляды не «разумных левых», а «левых, которые упиваются протестной оппозицией в компании крайне левых». На президентских выборах 2017 года он поддерживал Эмманюэля Макрона. В парламентских выборах 2017 года не участвовал.
31 мая 2018 года объявил о создании Обсерватории общественной этики, мозгового центра, объединяющего учёных и парламентариев для разработки предложений по повышению роли этики в ведении государственных дел.

## Занимаемые выборные должности
- 13.03.1977 — 01.10.1980 — вице-мэр города Лан.
- 13.03.1977 — 30.06.1981 — член регионального совета Пикардии.
- 02.10.1980 — 13.03.1983 — член городского совета Лан.
- 01.07.1981 — 01.04.1983 — президент регионального совета Пикардии.
- 14.03.1983 — 12.03.1989 — мэр города Лан.
- 02.04.1983 — 27.06.1988 — член регионального совета Пикардии.
- 13.06.1988 — 01.04.1993 — депутат Национального собрания Франции от 1-го избирательного округа департамента Эна.
- 20.03.1989 — 18.03.2001 — член городского совета Лана.
- 15.03.1993 — 16.03.2008 — член Генерального совета департамента Эна от кантона Лан-Юг.
- 12.06.1997 — 20.06.2017 — депутат Национального Собрания Франции от 1-го избирательного округа департамента Эна.